# Krasnosilśke (rejon czornomorski)
Krasnosilśke (ukr. Красносільське, ros. Красносельское, Krasnosielskoje) – wieś na Ukrainie, w Autonomicznej Republice Krymu (de iure stanowiącej integralną część państwa ukraińskiego, w 2014 anektowanej przez Rosję i odtąd funkcjonującej jako Republika Krymu), w rejonie czornomorskim. W 2001 liczyła 700 mieszkańców, wśród których 167 wskazało jako ojczysty język ukraiński, 284 rosyjski, 246 krymskotatarski, 2 białoruski, a 1 inny. Według spisu ludności przeprowadzonego przez okupacyjne władze rosyjskie populacja wsi w 2014 wynosiła 505 osób.